# Filosofia persa
A expressão filosofia iraniana designa o histórico do desenvolvimento da filosofia no Irão. Também é, muitas vezes, chamada filosofia persa.

## História
É fundamentada em raízes indo-iranianas datadas de 1500 a.C., que viriam a ser, posteriormente, consideravelmente influenciadas pelas concepções de Zaratustra (660–583 a.C.). Embora haja relações antigas entre os Vedas indianos e o Avestá iraniano, as duas famílias principais das tradições filosóficas indo-iranianas foram caracterizadas por diferenças fundamentais sobre a posição do ser humano na sociedade e a sua visão do papel do homem no universo e no seu ambiente. A primeira carta de direitos humanos por Ciro, o Grande (século VI a.C.) é largamente vista como uma reflexão sobre perguntas e pensamentos expressos por Zaratustra. Ao longo da história iraniana e devido a notáveis modificações político-sociais (como as invasões da Macedônia, a árabe e a mongol), um amplo espectro de escolas de pensamento desenvolveu-se a partir do zoroastrianismo.
No século III, surgiu o maniqueísmo, escola filosófica criada por Mani que defendia a existência de uma dualidade no universo, composta por luz (bem) e trevas (mal). Santo Agostinho (354-430) foi maniqueísta antes de se converter ao cristianismo. Nos séculos V e VI, Mazaces criou o masdaquismo, escola que é considerada uma precursora do socialismo e do comunismo. Logo após a invasão árabe, a filosofia iraniana ficou caracterizada por interações diferentes com a sua antiga linha, com a filosofia grega e com o desenvolvimento da filosofia islâmica. Em meados do século XII, o avicenismo (fusão entre o aristotelismo e o neoplatonismo realizada por Avicena) tornou-se a principal escola da filosofia islâmica. Posteriormente, o avicenismo combinou-se à filosofia iraniana antiga para formar o iluminacionismo. Já no século XVII, a ontologia foi desenvolvida pela escola da teosofia transcendente.